# Marsac-en-Livradois
Marsac-en-Livradois is een gemeente in het Franse departement Puy-de-Dôme (regio Auvergne-Rhône-Alpes). De plaats maakt deel uit van het arrondissement Ambert. Marsac-en-Livradois telde op 1 januari 2022 1.391 inwoners.

## Geografie
De oppervlakte van Marsac-en-Livradois bedroeg op 1 januari 2022 48,46 vierkante kilometer; de bevolkingsdichtheid was toen 28,7 inwoners per km².

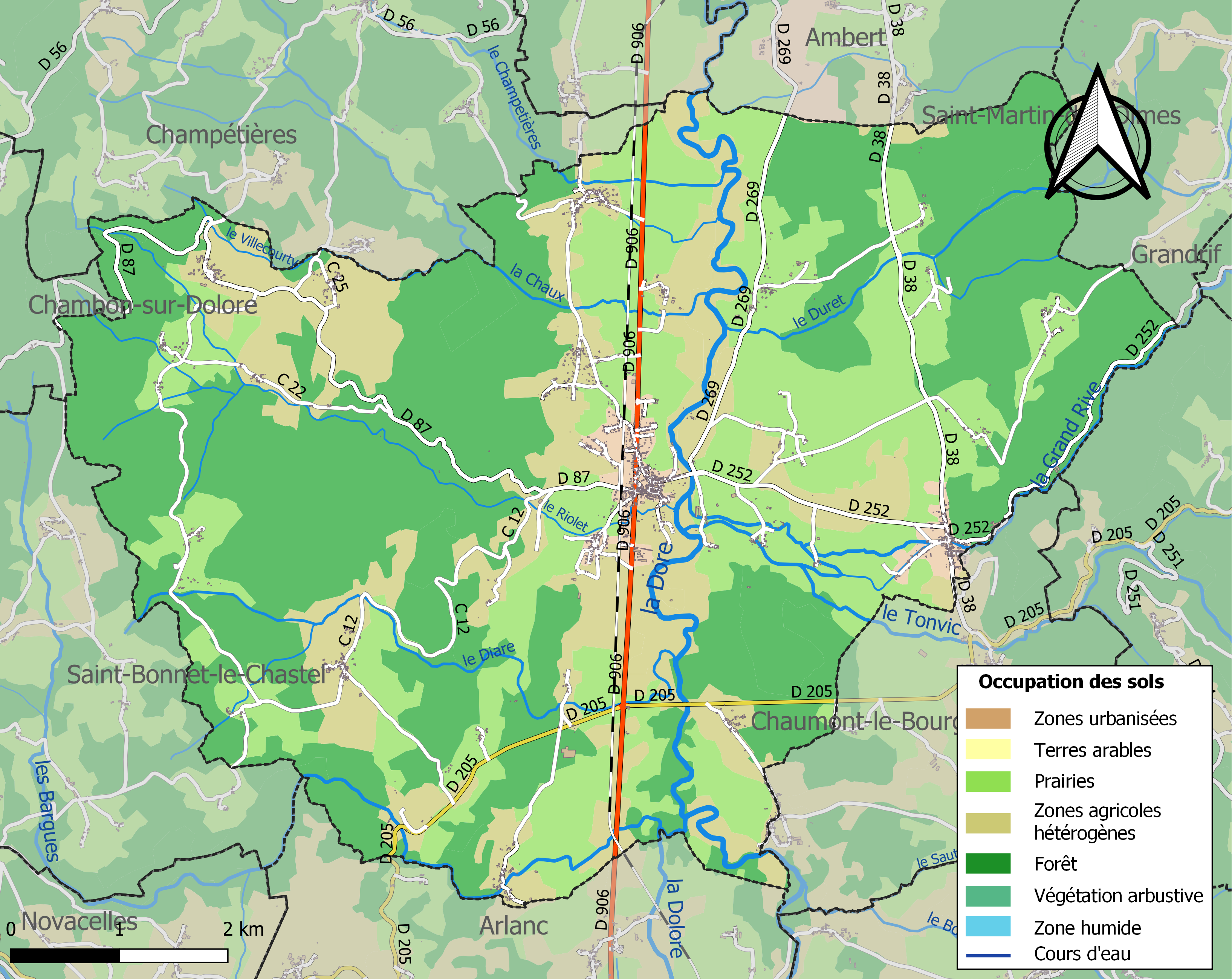
Kaart van de gemeente met belangrijkste infrastructuur, bodemgebruik en omliggende gemeenten

## Demografie
Onderstaande figuur toont het verloop van het inwonertal (bron: INSEE-tellingen).

## Afbeeldingen

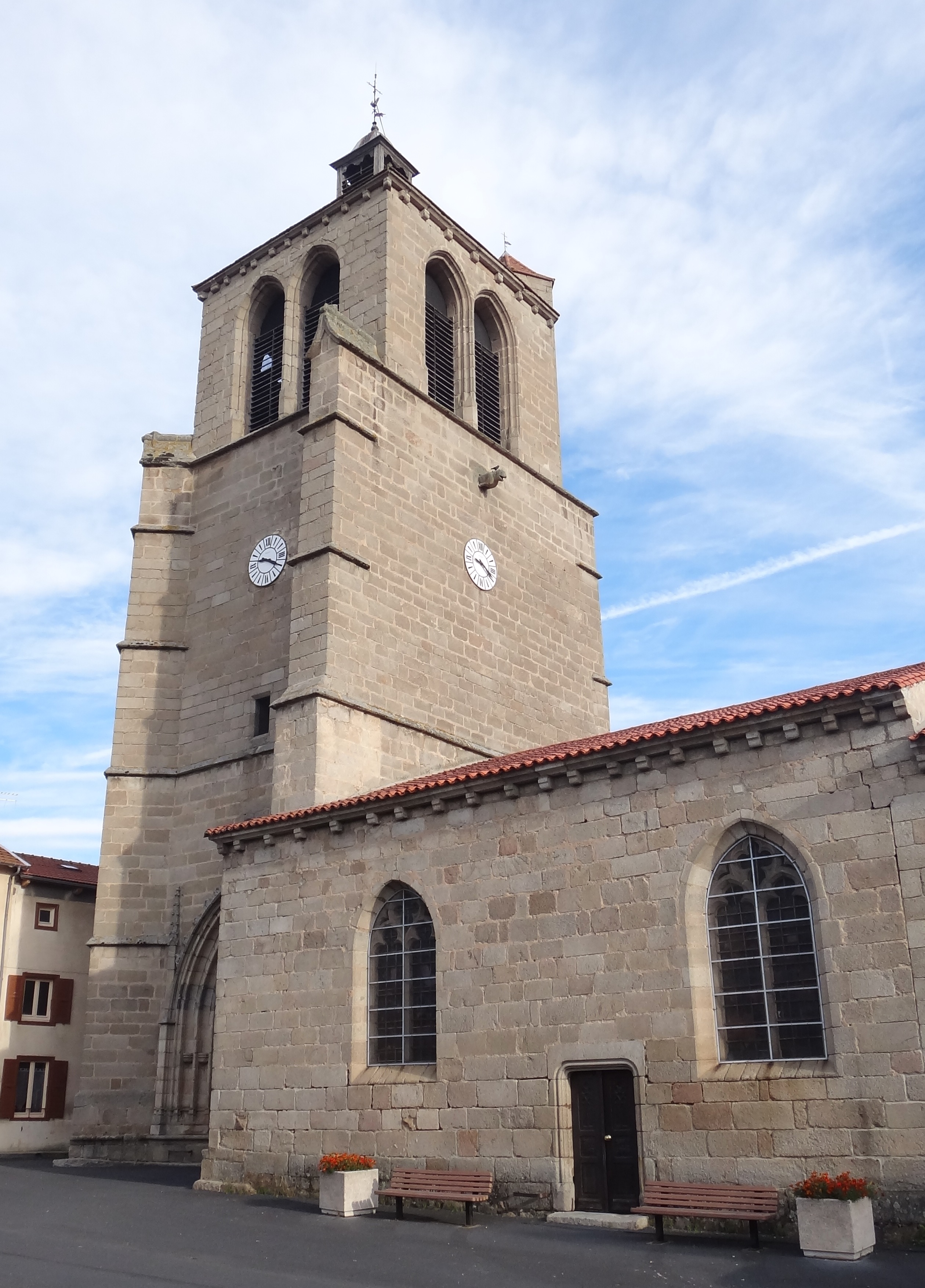
Église Notre-Dame
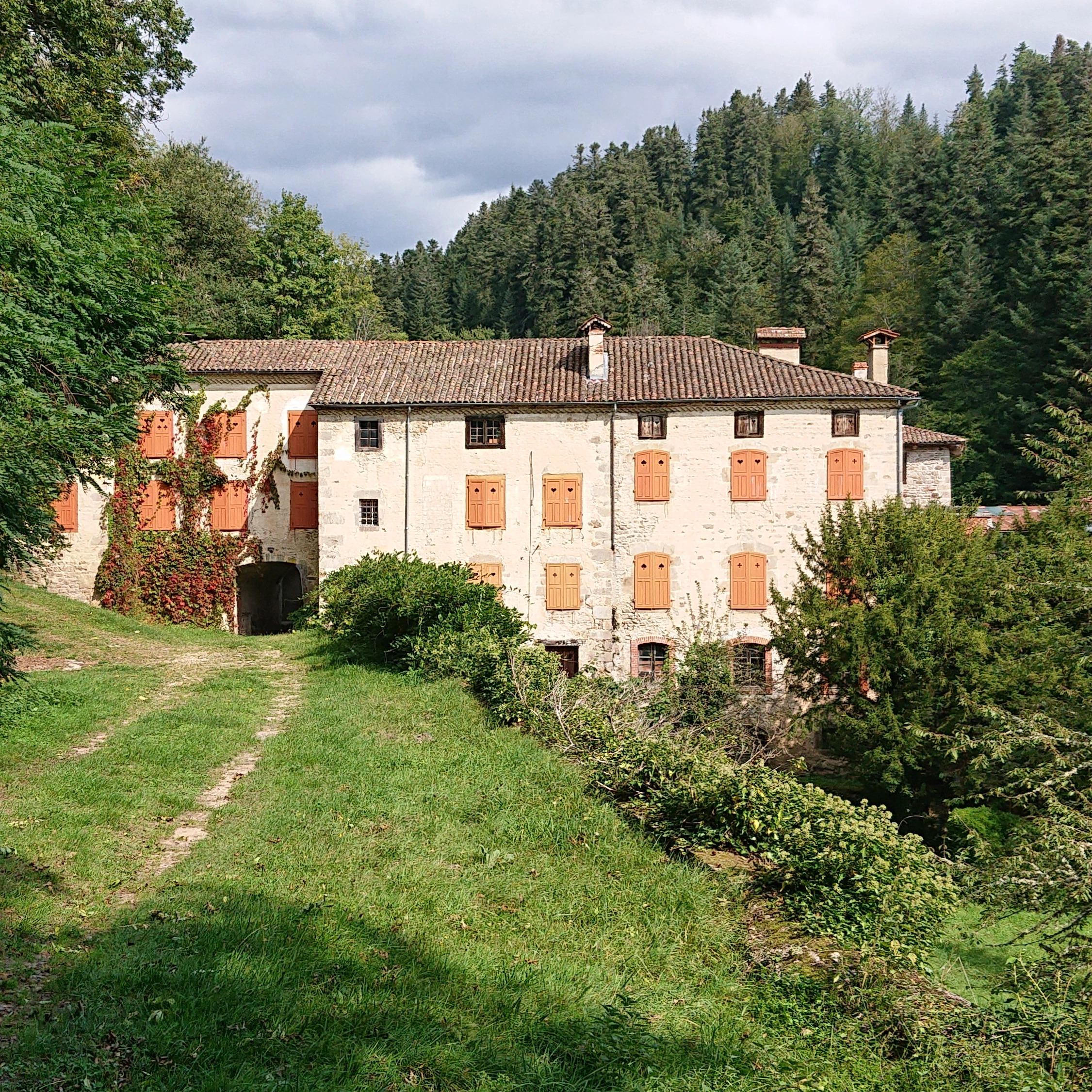
Papiermolen